# Wieża Kopernika we Fromborku
Wieża Kopernika we Fromborku – zabytkowa czterokondygnacyjna wieża na planie kwadratu w północno-zachodnim narożu Wzgórza Katedralnego we Fromborku.

## Historia

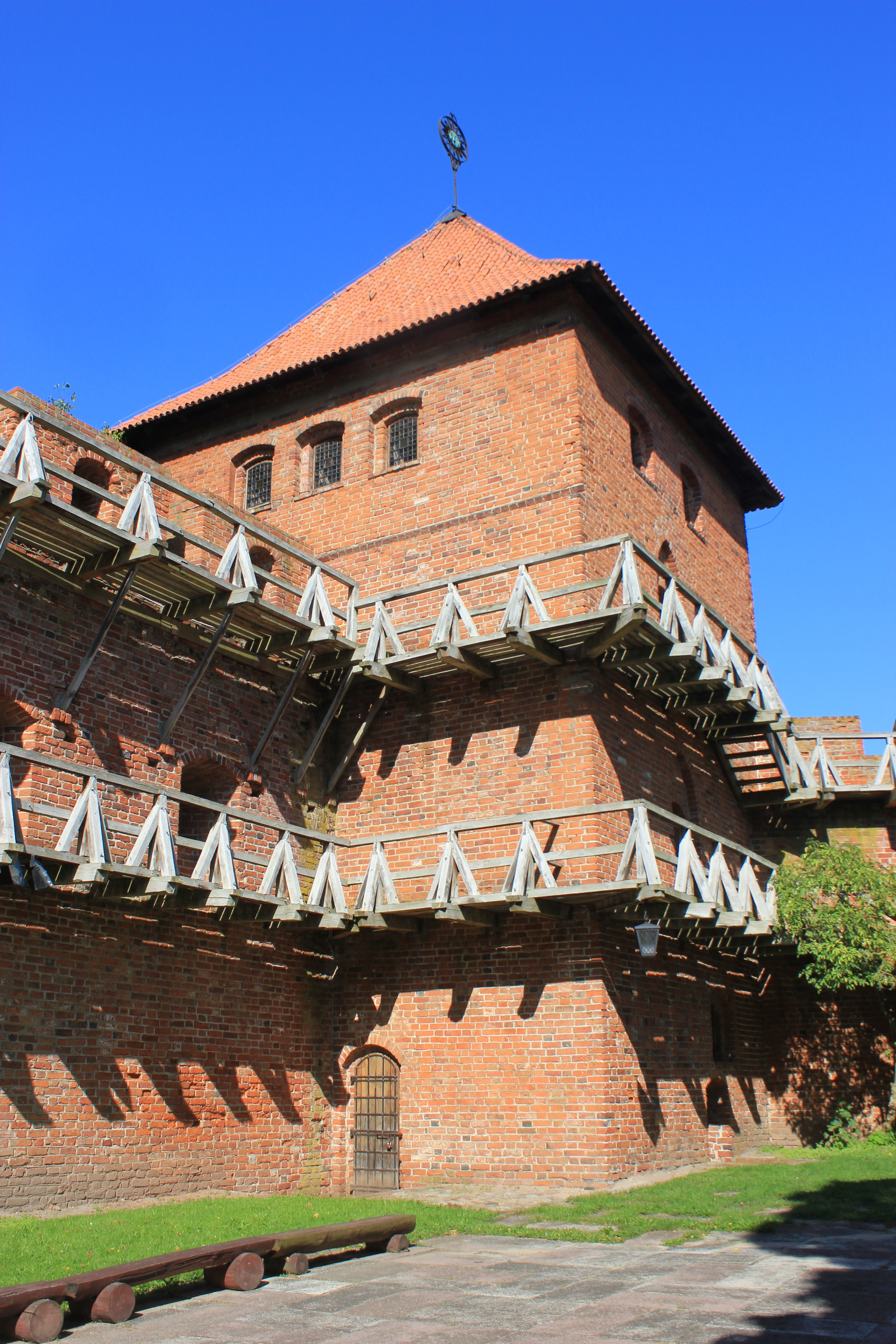
Wieża Kopernika od strony dziedzińca

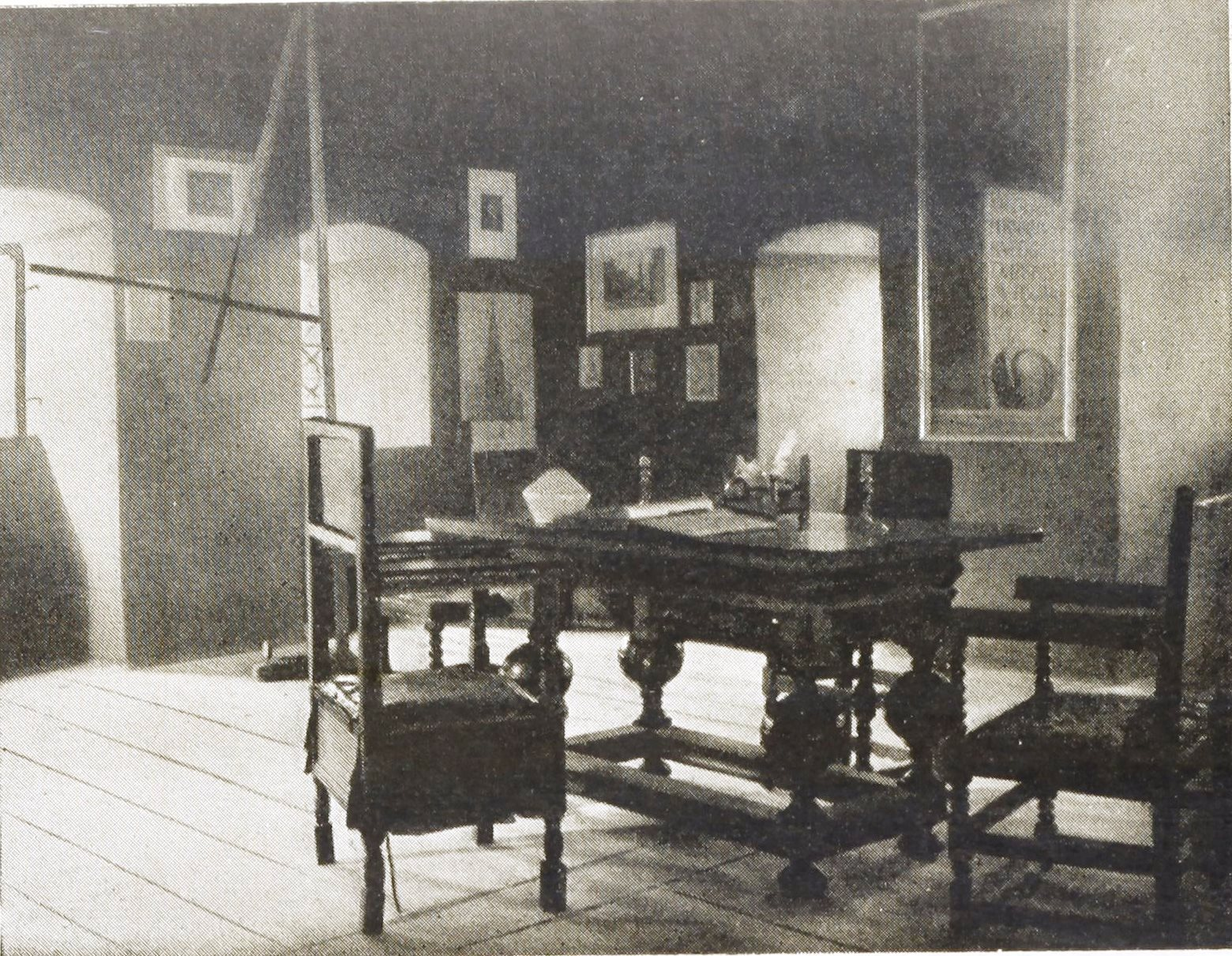
Sala Kopernika, 1933 rok

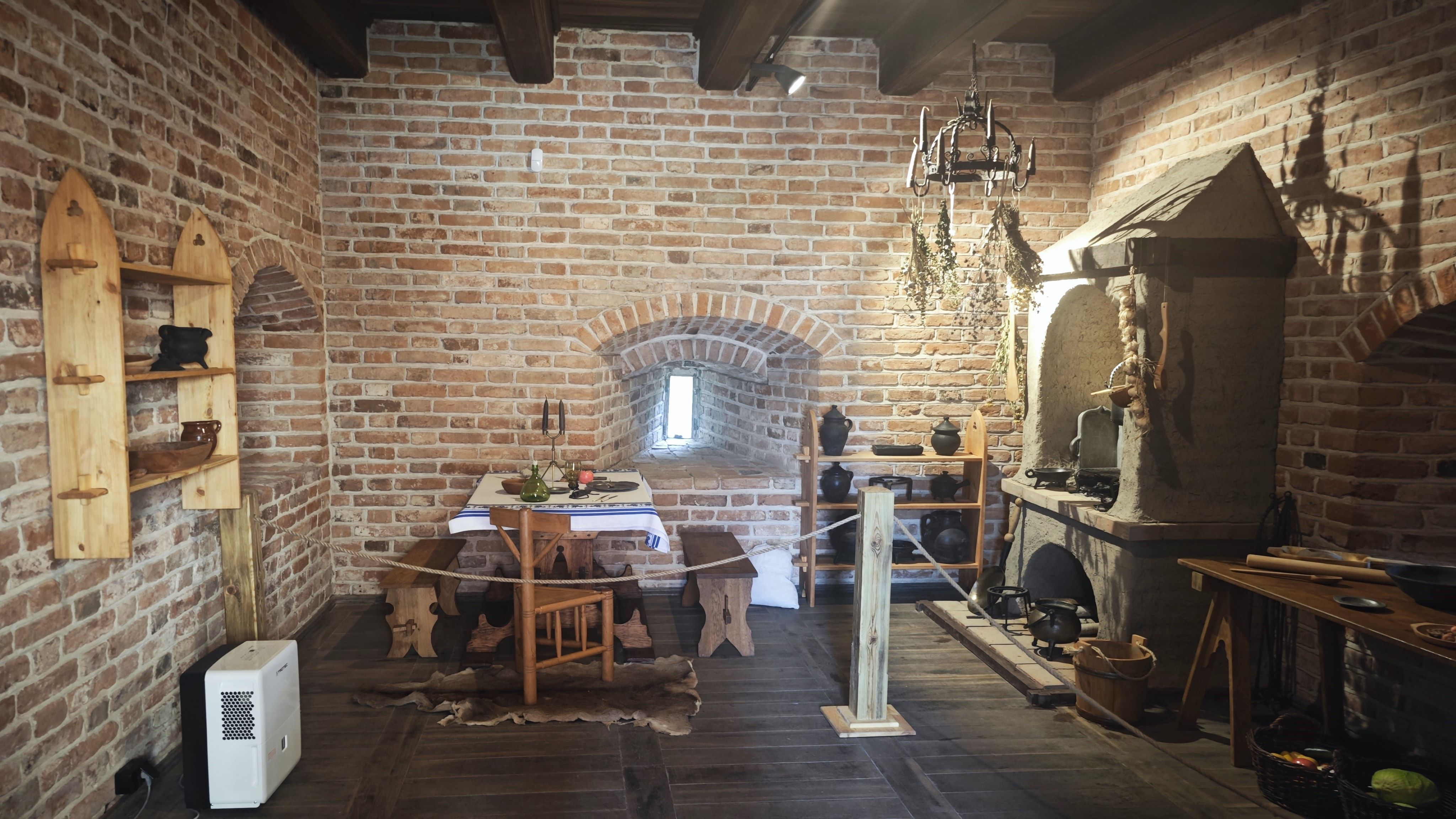
Pierwsze piętro – kuchnia

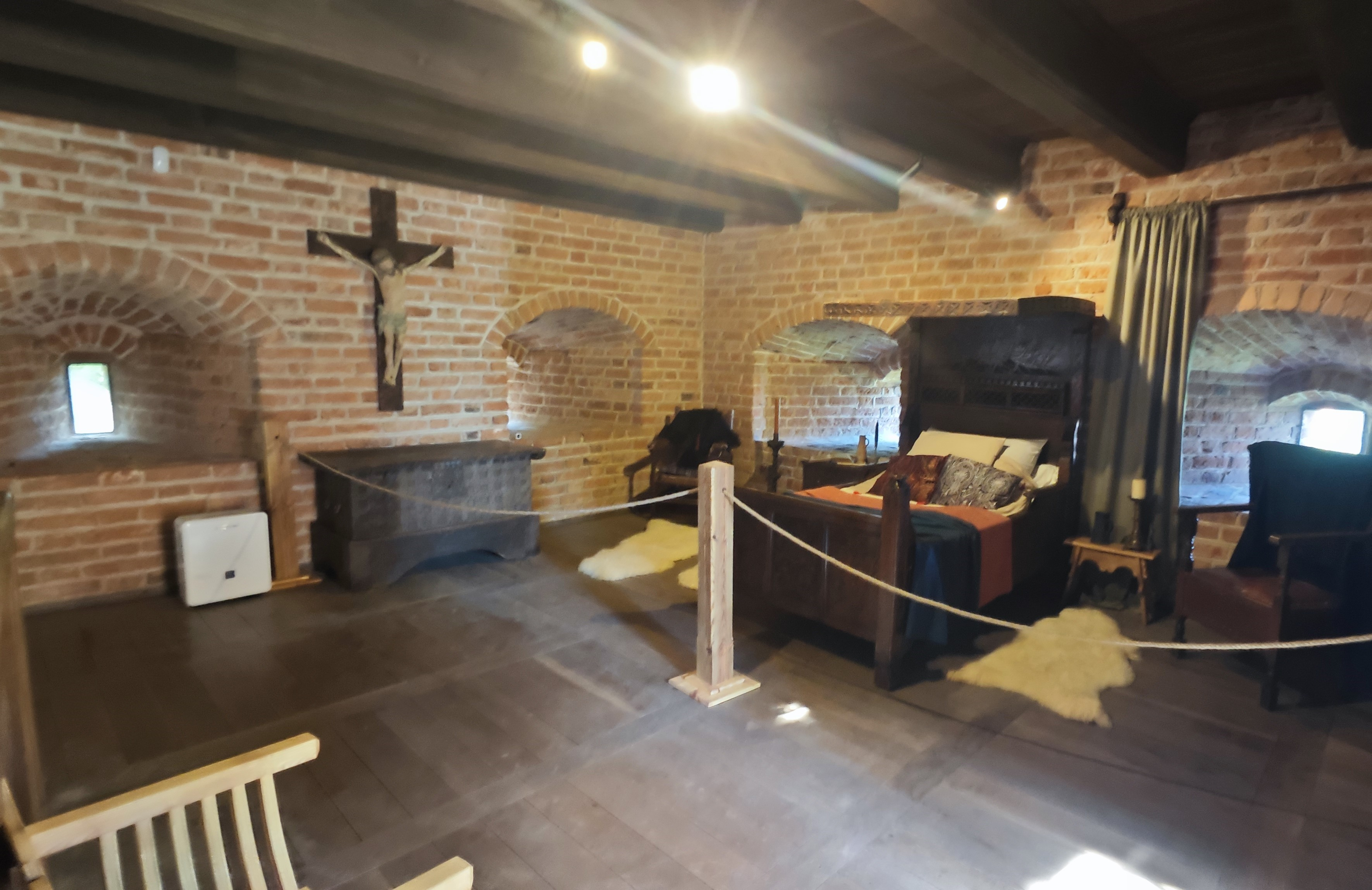
Drugie piętro – sypialnia

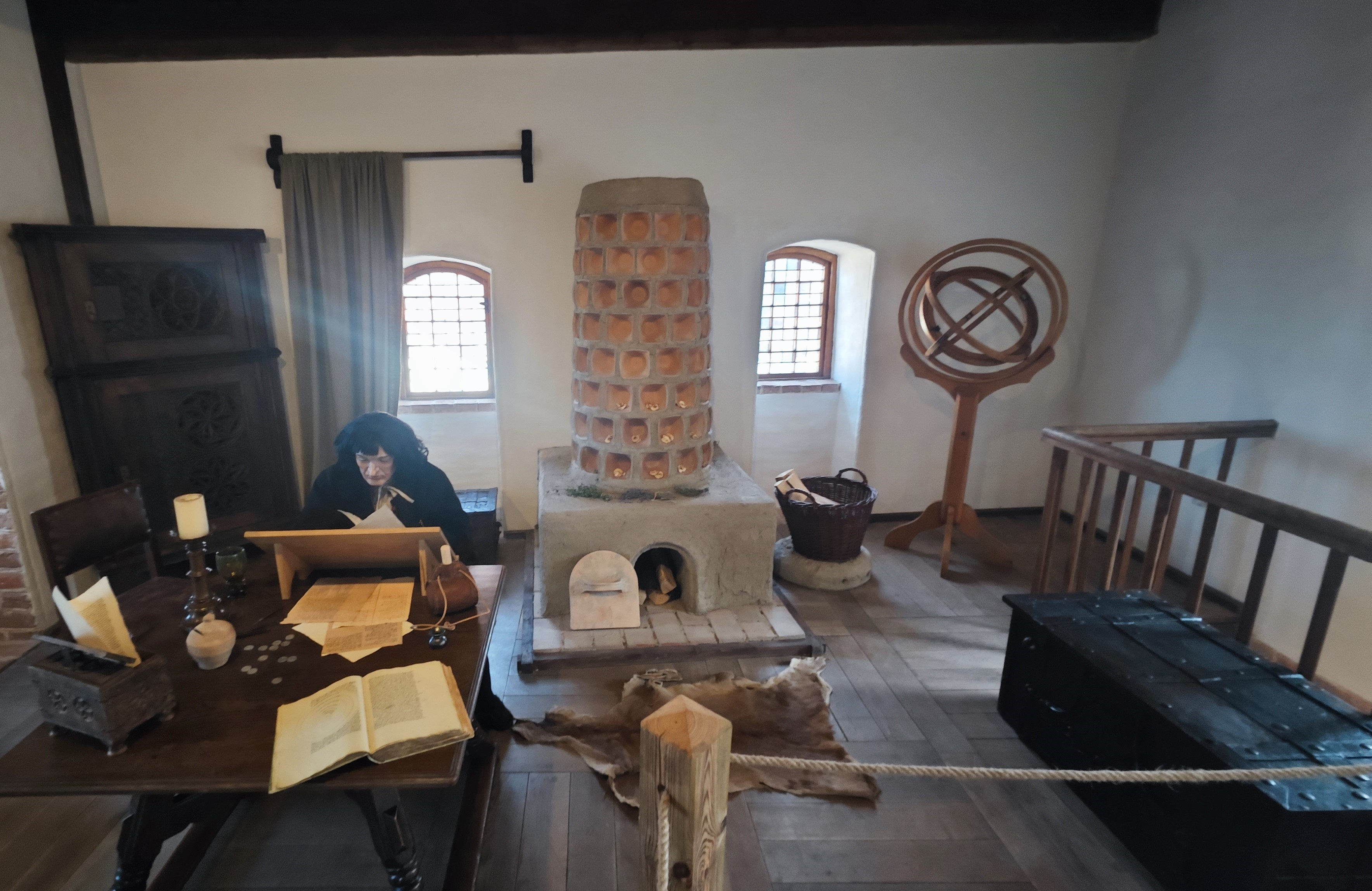
Sala Kopernika, 2023 rok

Wieża Kopernika powstała przed 1400 i jest najstarszym elementem fortyfikacji Wzgórza Katedralnego. Wzmiankowana jest w 1499 jako wieża mieszkalna. W latach 1504–1543 należała do Mikołaja Kopernika, a od 1610 nazywana jest Wieżą Kopernika (Curia Copernicana). Wieża w swych wyższych kondygnacjach była wielokrotnie przebudowywana. Po zniszczeniu przez szwedzkie wojsko w wojnie 1626 była remontowana przez kolejnego jej właściciela Eustachego Nenchena. W 1738 gruntowny remont wieży przeprowadził kanonik Mikołaj Schulz, lecz w niecałe sto lat popadła ona ponownie w ruinę. W następstwie sekularyzacji części dóbr kościelnych, także Wieża Kopernika przekazana została przez władze pruskie braniewskiemu Gimnazjum Hozjanum. Władze tej uczelni zamierzały wieżę rozebrać, a cegłę sprzedać. Wskutek sprzeciwu kapituły, popartego opinią biskupa warmińskiego Josepha Geritza, Królewskie Ministerstwo Spraw Wewnętrznych, decyzją z dnia 17 lipca 1816, zmieniło swoje poprzednie rozstrzygnięcie, przekazując wieżę na powrót warmińskiej kapitule. Wieżę, jako domniemane obserwatorium Mikołaja Kopernika, remontowano jeszcze w 1870.
We wnętrzu wieży powstała pierwsza izba muzealna dotycząca Mikołaja Kopernika na Wzgórzu Katedralnym. Została stworzona w 1912 przez kanonika Eugena Brachvogla. Podczas tej adaptacji zniszczono jednak wiele elementów architektonicznych i dekoracyjnych, które na elewacji wieży przetrwały od czasów średniowiecza. Wyposażenie tej wystawy miało charakter eklektyczny. Z braku oryginalnych eksponatów i mebli, pochodzących z epoki, pokazywano tutaj głównie kopie i reprodukcje, a wśród mebli i obrazów zdarzały się eksponaty z epoki baroku i neogotyckie. Mimo tych niedoskonałości ekspozycja kopernikańska cieszyła się dużym zainteresowaniem wśród zwiedzających (współcześnie na terenie Wzgórza Katedralnego funkcjonuje założone w 1948 samorządowe Muzeum Mikołaja Kopernika we Fromborku oraz powstałe w 2016 kościelne Muzeum Pomnika Historii Frombork Zespół Katedralny).
Wieża została poważnie uszkodzona podczas ataku wojsk sowieckich w 1945. Decyzją Komitetu Fromborskiego z dnia 16 listopada 1947 włączona została do kompleksu Muzeum Mikołaja Kopernika. W 1948 wieżę odgruzowano, wykonano prowizorycznie stropy i schody oraz wykonano nowy dach namiotowy kryty dachówką ceramiczną. Po otwarciu muzeum w kanoniach Najświętszej Panny Marii i w Domu Kustosza prace remontowe przerwano do 1950. W wyniku prac badawczych przeprowadzonych w 1951 odsłonięto wiele interesujących elementów i detali architektonicznych. Po wykonaniu wstępnych prac porządkowych i oczyszczających podjęto prace rekonstrukcyjne, trwające do 1954. W tych latach wykonano zabezpieczenie murów obwodowych wieży i prowizorycznie przykryto stropami jej poszczególne kondygnacje. Przemurowane oraz wylicowane zostały mury obronne wieży. Latem 1962 rozpoczęto rozbiórkę prowizorycznych stropów i części murów wewnętrznych. W trakcie robót natrafiono na istotne zabytkowe detale architektoniczne oraz na polichromię w zamurowanych wnękach ściany wschodniej. W wyniku tych odkryć zdecydowano się wstrzymać rozpoczęte prace, a po szczegółowym ich zbadaniu zlecono wykonanie nowego projektu remontu wieży. Zadaniem nowego projektu miała być głównie odpowiednia ekspozycja tego, jak uważano, najbardziej cennego elementu zabudowy Wzgórza Katedralnego – miejsca pracy Mikołaja Kopernika. Prace konserwatorskie w Wieży Kopernika i w jej otoczeniu zakończono w sierpniu 1964. Od tego czasu wnętrze wieży było udostępnione zwiedzającym.
Następnie Wieżę Kopernika wyłączono z ruchu turystycznego i dopiero w lipcu 2023 ponownie udostępniono wraz z nową ekspozycją. We wnętrzu wieży, na 3 poziomach, urządzono wystawę „Prywatny świat Mikołaja Kopernika”. Wystawa obrazuje, jak mogło wyglądać życie astronoma na przełomie epoki średniowiecza i renesansu. Wnętrze umeblowano rekonstrukcjami przedmiotów z czasów Kopernika, w części oryginalnymi eksponatami. Na pierwszym poziomie znajduje się aranżacja średniowiecznej kuchni, na drugim sypialnia, a na trzecim gabinet Kopernika, a w nim przy stole przedstawienie samego uczonego podczas pracy.
Wieżę Kopernika można zwiedzać codziennie, w godzinach 9.30–12.30 i 13.00–17.00 (rok 2023).